# Neil Firm
Neil Firm (Bradford, 23 gennaio 1958) è un ex calciatore inglese, di ruolo difensore.

## Caratteristiche tecniche
Era un difensore centrale.

## Carriera
Firma il suo primo contratto professionistico con il Leeds Utd nel 1976, all'età di 18 anni, trascorrendo però di fatto il triennio successivo nelle giovanili: il suo esordio in prima squadra avviene infatti nel corso della stagione 1979-1980, precisamente in una partita della prima divisione inglese sul campo del Manchester City nel febbraio del 1980; sempre nel corso della medesima stagione gioca poi altre 2 partite di campionato. Nelle due stagioni successive gioca poi rispettivamente 6 e 3 partite sempre in massima serie, concludendo però la stagione 1981-1982 con un periodo in prestito in terza divisione all'Oldham Athletic, con cui gioca 9 partite di campionato. Nell'estate del 1982 viene poi ceduto al Peterborough Utd, con cui trascorre un triennio giocando in quarta divisione, per complessive 72 presenze e 3 reti in partite di campionato. Chiude infine la carriera giocando nelle serie minori con Ramsay Town e Diss Town.